# Chinatown (Rome)

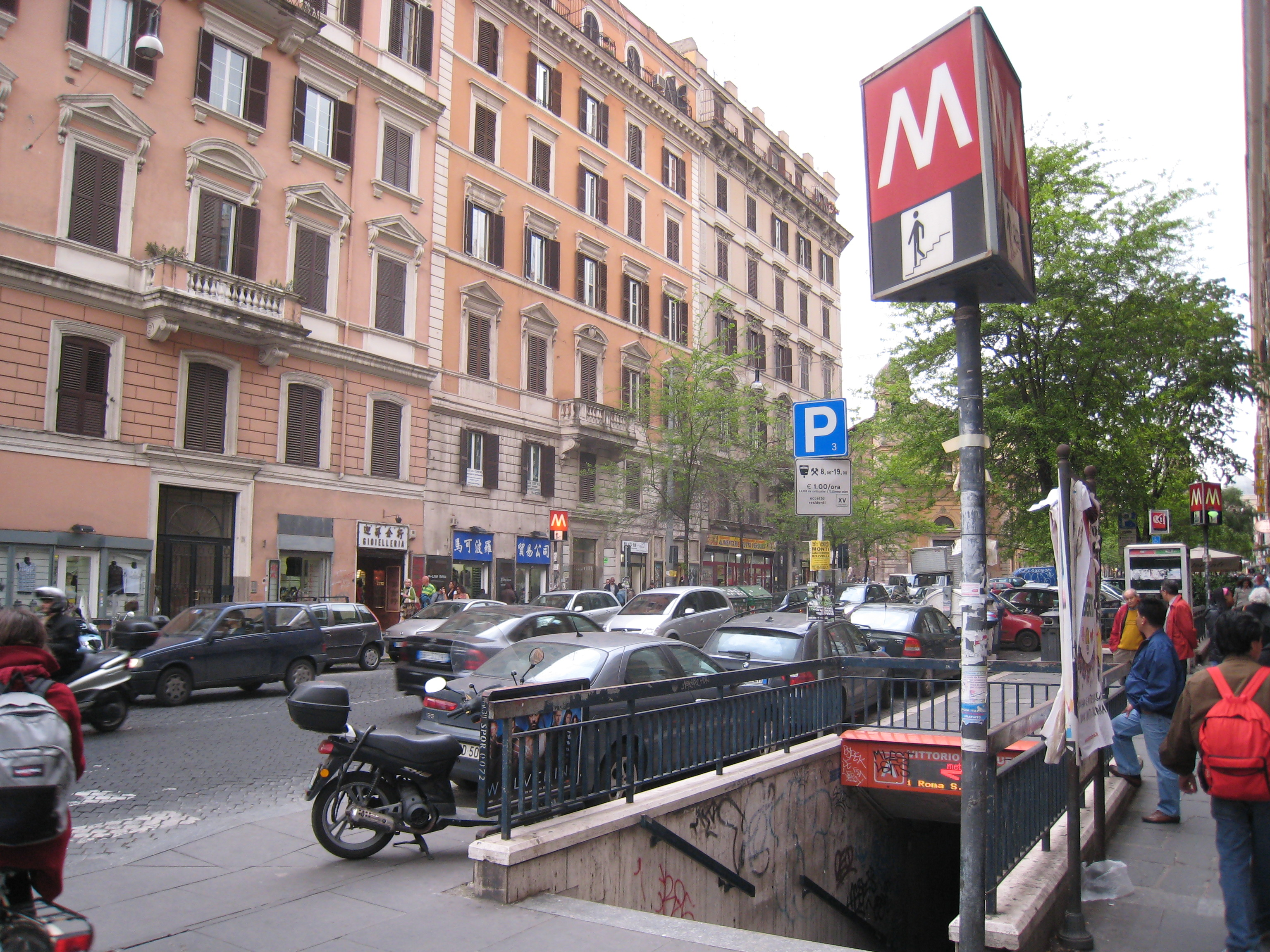
via Carlo Alberto

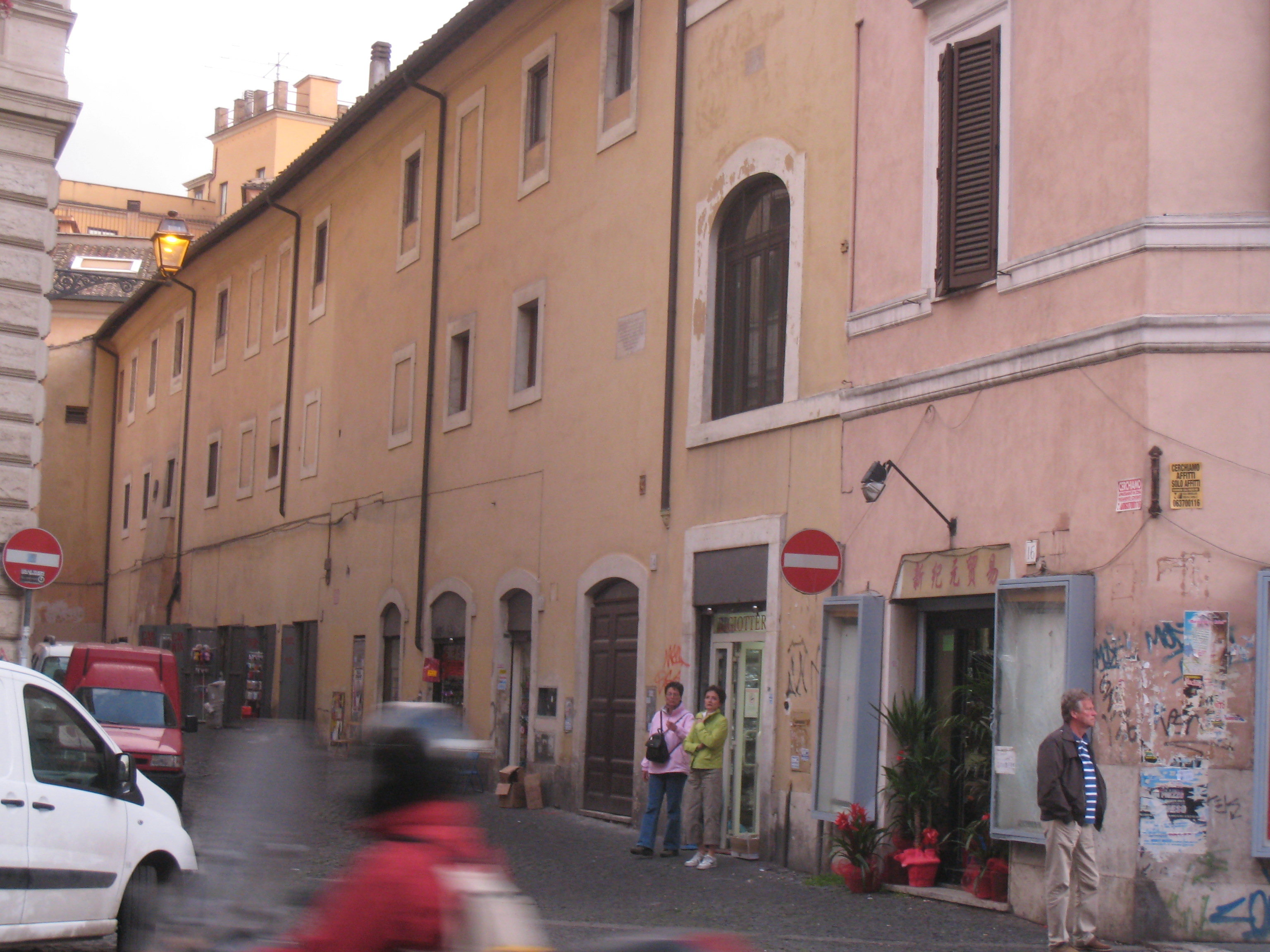
via di San Vito

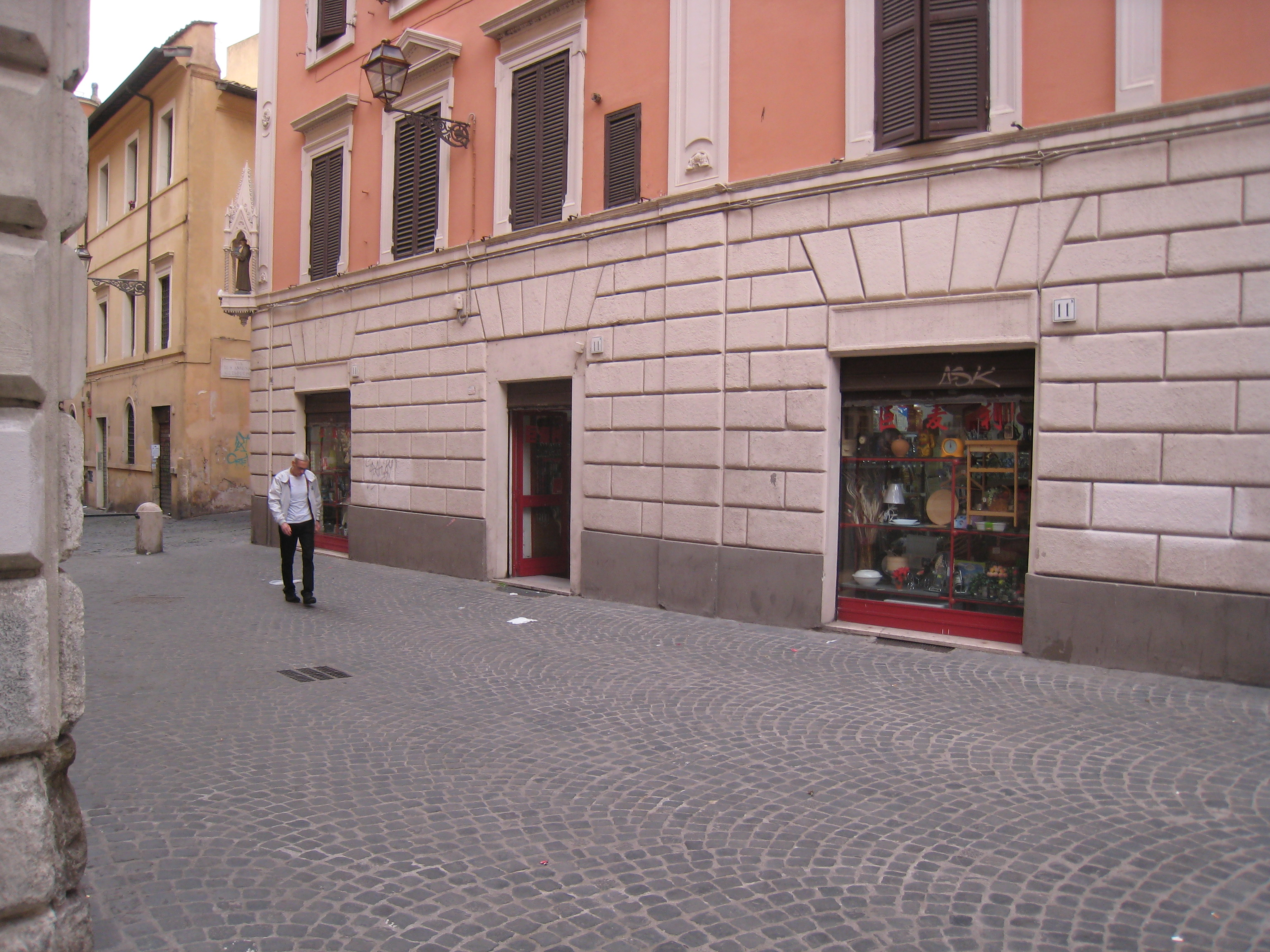
via di San Vito

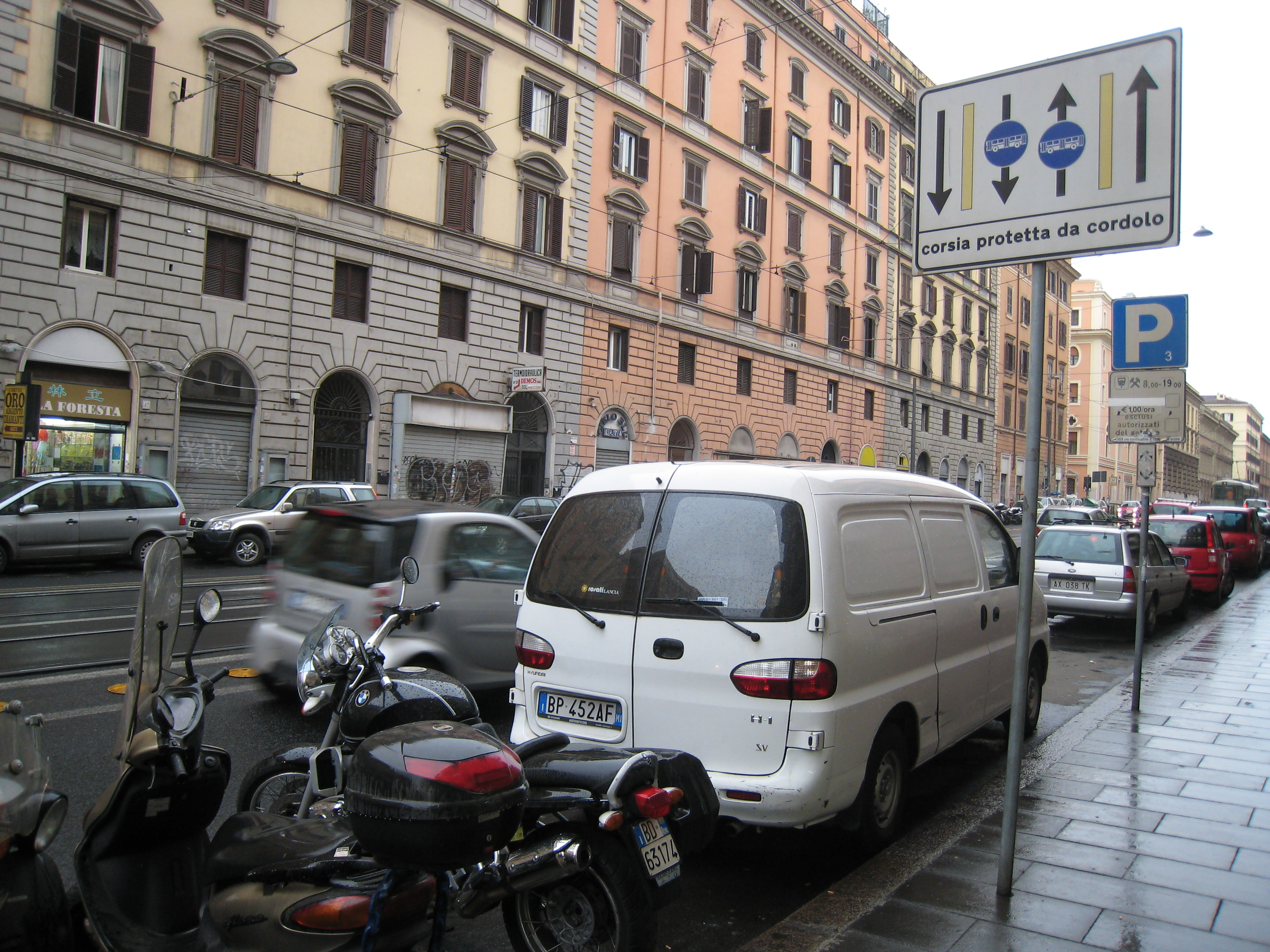
via Napoleone III

Chinatown is de Chinese buurt van Rome en ligt op de heuvel Esquilijn, vlak bij Station Roma Termini. De laatste jaren is het aantal winkels, hotels, restaurants en dergelijke die Chinees-Italiaanse eigenaren kregen fors toegenomen, inmiddels zijn het er meer dan honderd. In Rome wonen ongeveer veertigduizend Chinezen. Straten met veel Chinese winkels en voorzieningen zijn onder andere: via Napoleone III, via Carlo Alberto, via di San Vito, via Ferruccio, via Machiavelli, via Leopardi en via Buonarroti. Er zijn daar onder andere Chinese restaurants, Chinese gezondheidscentra en een tempel genaamd Pu Tuo Shantempel. Een groot verschil met andere Chinese buurten is dat de Chinese zaken in Rome Chinatown soms een grote afstand tussen elkaar hebben.